# San Martín de Moreda
San Martín de Moreda es una localidad española del municipio de Vega de Espinareda, perteneciente a la provincia de León, en la comunidad autónoma de Castilla y León.

## Geografía
Limita con Bustarga, Penoselo, Valle de Finolledo y Moreda. Está situada en el valle del río Ancares.

## Historia

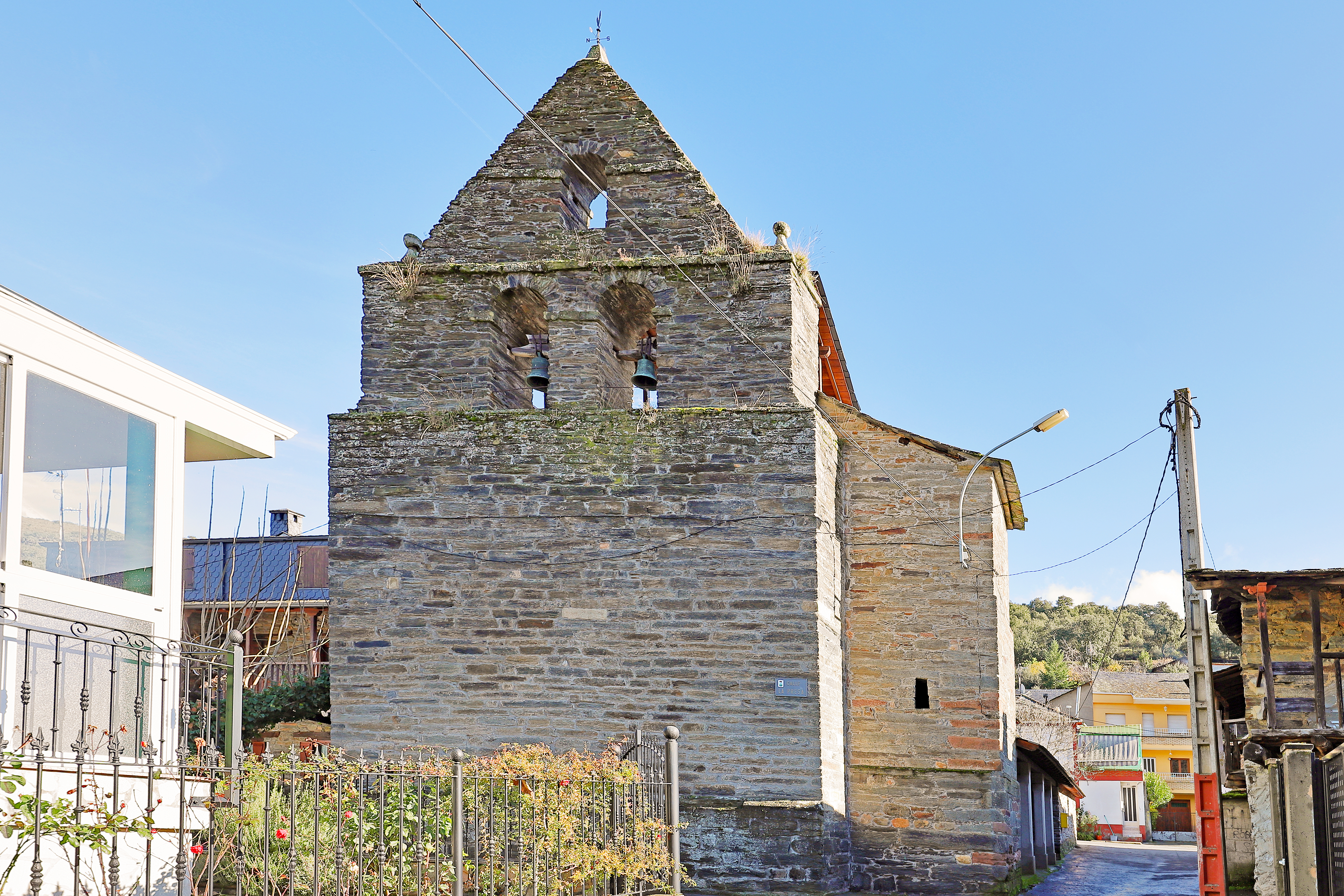
Campanario de la iglesia de Santa María

Durante el Antiguo Régimen fue un pueblo del señorío de la abadía de San Andrés de Espinareda. Tras la desaparición de los señoríos pasó a depender del nuevo municipio del Valle de Finolledo, hasta que este se integró en el de Vega de Espinareda en el año 1973.
Hacia mediados del siglo XIX, el lugar tenía contabilizada una población de 115 habitantes. Aparece descrito en el decimoprimer volumen del Diccionario geográfico-estadístico-histórico de España y sus posesiones de Ultramar de Pascual Madoz de la siguiente manera:

MARTIN DE MOREDA (San): l. en la prov. de León (18 leg.), part. jud. de Villafranca del Vierzo (2 1/2), dióc de Astorga (11 1/2), aud. terr. y c. g. de Valladolid (36), ayunt. de Burbia. sit. en una esplanada de corta estension; su clima es húmedo; sus enfermedades mas comunes fiebres intermitentes, dolores de costado y pulmonías. Tiene unas 30 casas; igl. anejo de Valle de Finolledo, dedicada á San Martin, una ermita (la Virgen del Rio), y buenas aguas potables. Confina N. Bustarga; E. Valle de Finolledo; S. Moreda, y O. una cord. de montes. El terreno es de mediana calidad, y le fertilizan las aguas del r. Ancares. Hay dos deh. de roble. Los caminos son locales, escepto el que desde Ancares va á Villafranca; de cuyo último punto recibe la correspondencia. prod.: granos, lino, patatas, alguna legumbre y frutas, hortaliza y pastos; cria ganados, caza y pesca. ind.: fabricacion de losas y 3 molinos harineros. pobl.: 30 vec., 115 almas. contr. con el avunt.
(Madoz, 1848, p. 256)

## Demografía
Según el INE, se observa una estabilización en el despoblamiento del pueblo:
| 2000 |  | 2001 |  | 2002 |  | 2003 |  | 2004 |  | 2005 |  | 2006 |  | 2007 |  | 2008 |  | 2009 |  | 2010 |  | 2011 |  | 2012 |  | 2013 |  | 2014 |  | 2015 |  | 2016 |  | 2017 |  | 2018 |  | 2019 |  | 2020 |
| ---- |  | ---- |  | ---- |  | ---- |  | ---- |  | ---- |  | ---- |  | ---- |  | ---- |  | ---- |  | ---- |  | ---- |  | ---- |  | ---- |  | ---- |  | ---- |  | ---- |  | ---- |  | ---- |  | ---- |  | ---- |
| 50   |  | 46   |  | 48   |  | 47   |  | 52   |  | 51   |  | 50   |  | 48   |  | 51   |  | 52   |  | 51   |  | 49   |  | 47   |  | 46   |  | 46   |  | 45   |  | 41   |  | 42   |  | 41   |  | 36   |  | 40   |

## Economía
Pueblo agrícola y ganadero. Actualmente hay varias casas rurales.